# 7 cm Gebirgskanone M.99
7 cm Gebirgskanone M.99 – austro-węgierskie działo górskie.
Działo M.99 zostało wprowadzone do uzbrojenia armii austro-węgierskiej na przełomie XIX i XX wieku. Miało ono krótką lufę ze spiżu Uchatiusa sztywno osadzoną w łożu (nie posiadało oporopowrotnika). Zamek śrubowy. Łoże sztywne, kołowe, jednoogonowe. Zasilanie nabojem dzielonym, ładunek miotający zmienny. Do transportu działo mogło być rozłożone na trzy części.
W momencie wybuchu I wojny światowej działo M.99 było już całkowicie przestarzałe. Brak oporopowrotnika sprawiał, że po każdym strzale działo odskakiwało do tyło o około 150 cm i musiało być ponownie wtaczane na stanowisko bojowe. powodowało to zmniejszenie szybkostrzelności do 2 strz/min. Dodatkową wadą były prymitywne przyrządy celownicze utrudniające trafienie celów położonych w większej odległości. Pomimo tych wad, z braku właśnie wprowadzanych do uzbrojenia dział 7.5 cm Gebirgskanone M.15 działo M99 w początkowym okresie wojny znajdowało się na uzbrojeniu 20 baterii artylerii górskiej.